# Krypteria
Krypteria var ett tyskt symphonic metal-band, bildat 2004, men som har sina grunder redan från 2001. Musikstilen liknar den som spelas av exempelvis Nightwish, Xandria och Visions of Atlantis.

## Historia
2001 var de blivande bandmedlemmarna Chris Siemons, Frank Stumvoll och S.C. Kuschnerus inblandade i ett musikprojekt med målet att göra en fantasymusikal. 2003 gav man ut en CD med namnet Krypteria men det var först året efter som sångaren Ji-In Cho blev inblandad när bandet ombads att återinspela låten "Liberatio" till stöd för tsunamioffren i Indiska oceanen 2004. Därefter startade bandet officiellt under namnet Krypteria. I och med detta beslöt även Sony BMG att återutge albumet Krypteria. 2011 tog Krypteria sin låt "All Beauty Must Die" och skapade "Meisterhymne" till fotbollslaget Borussia Dortmunds ära. Borussia Dortmund vann för övrigt bundesliga den säsongen.
Det kungjordes på Krypterias webbplats 2012 att bandet hade tagit en paus på grund av sångaren Ji-Ins graviditet. År 2016 återuppstår bandet, den här gången som And Then She Came. 

## Medlemmar
Senaste medlemmar
- Chris Siemons – gitarr (2004–2012)
- Frank Stumvoll – basgitarr (2004–2012)
- S.C. Kuschnerus – trummor, sång (2004–2012)

Tidigare medlemmar
- Ji-In Cho – sång, piano (2004–2012)

Turnerande medlemmar
- Olli Singer – gitarr
- Stefan Grießhammer – keyboard

Bildgalleri

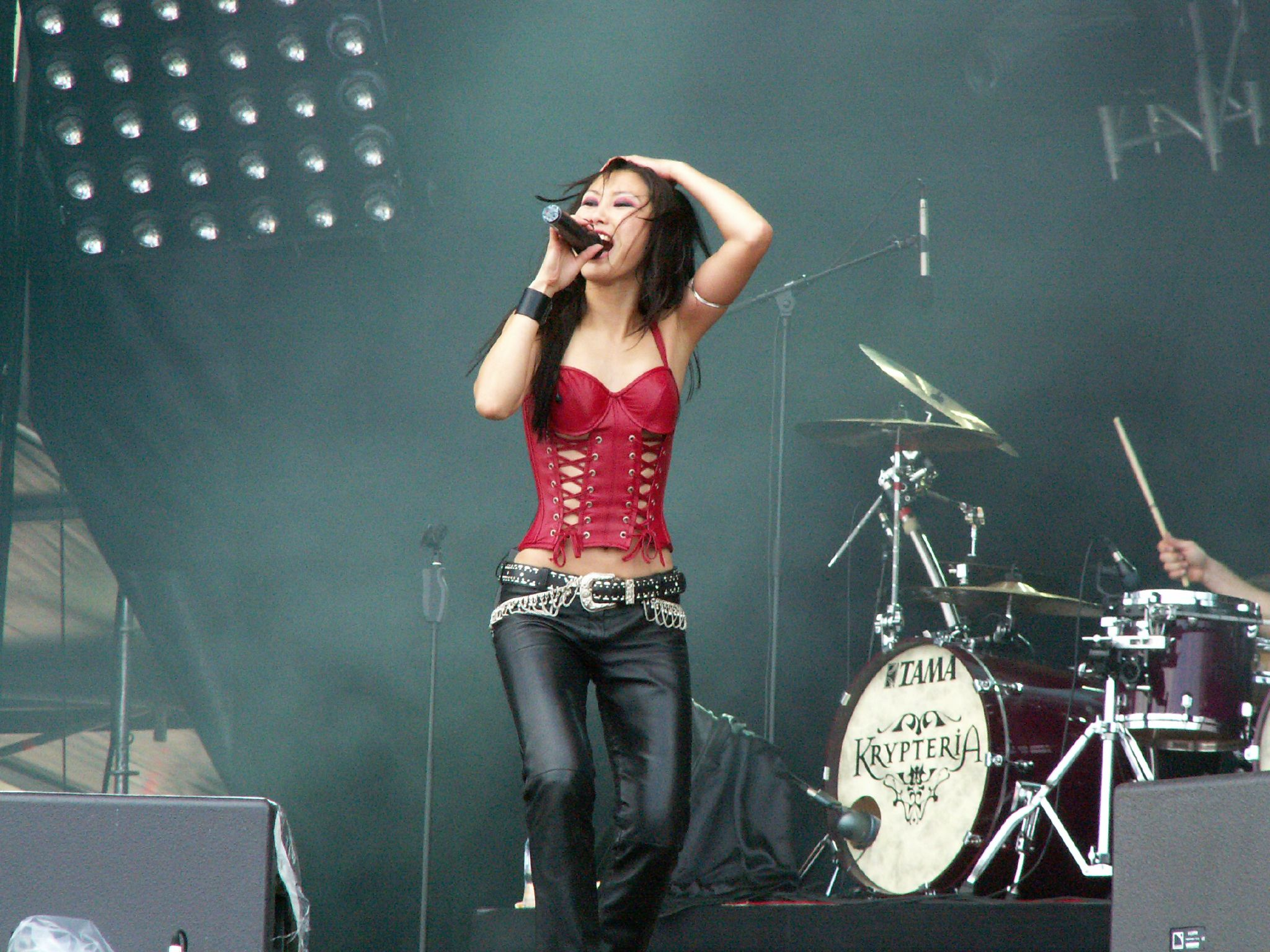
Ji-In Cho
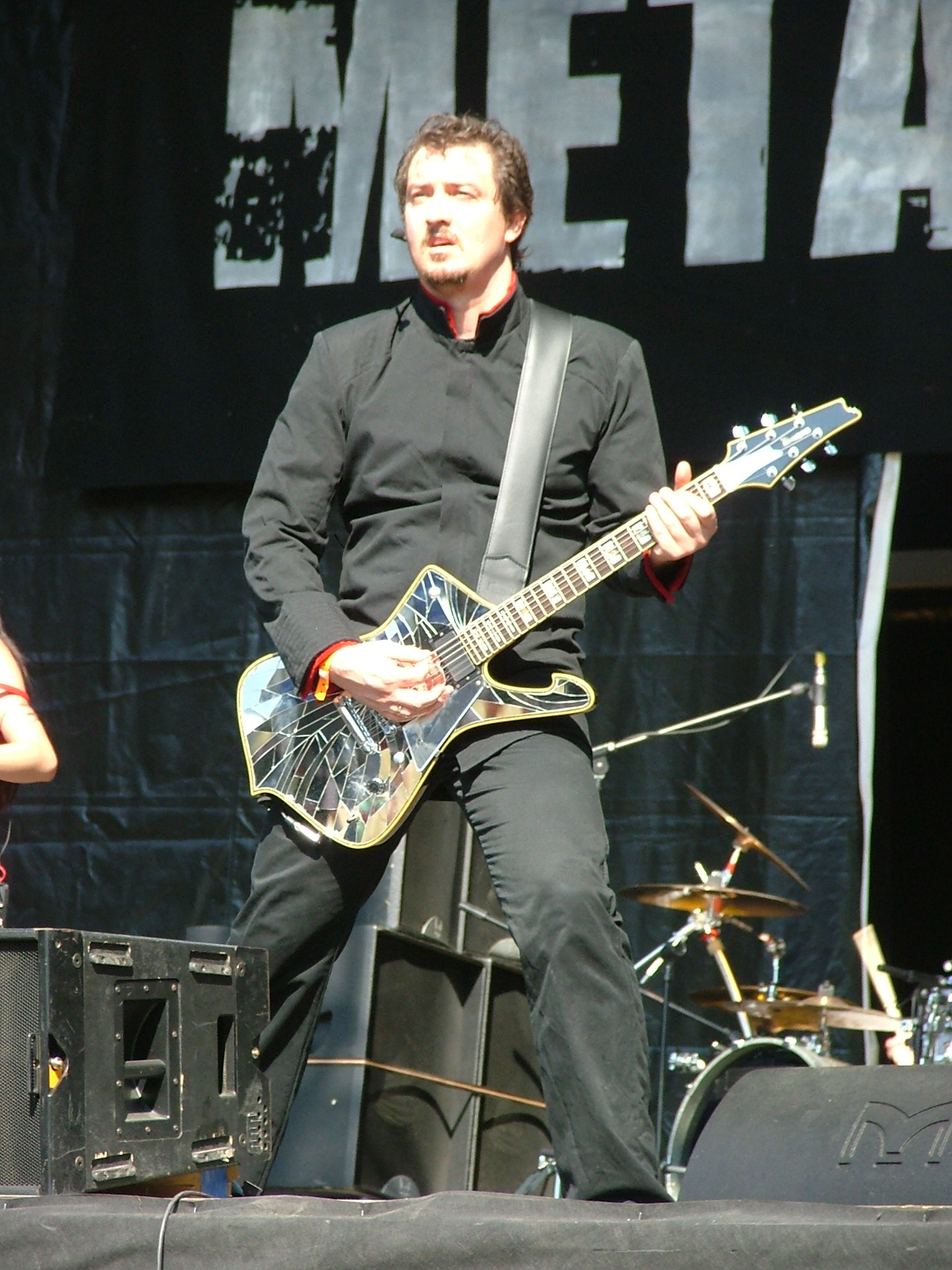
Chris Siemons
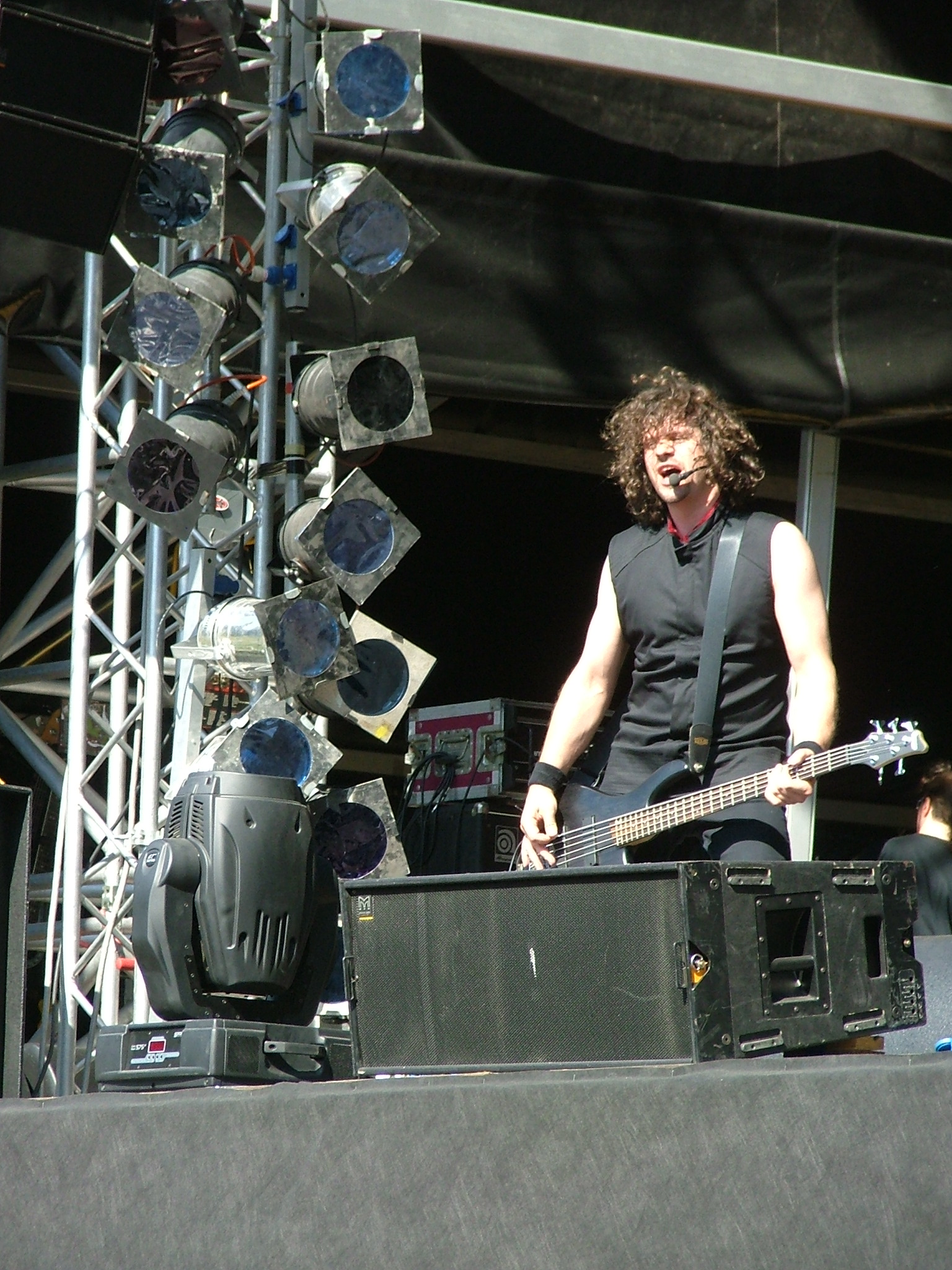
Frank Stumvoll
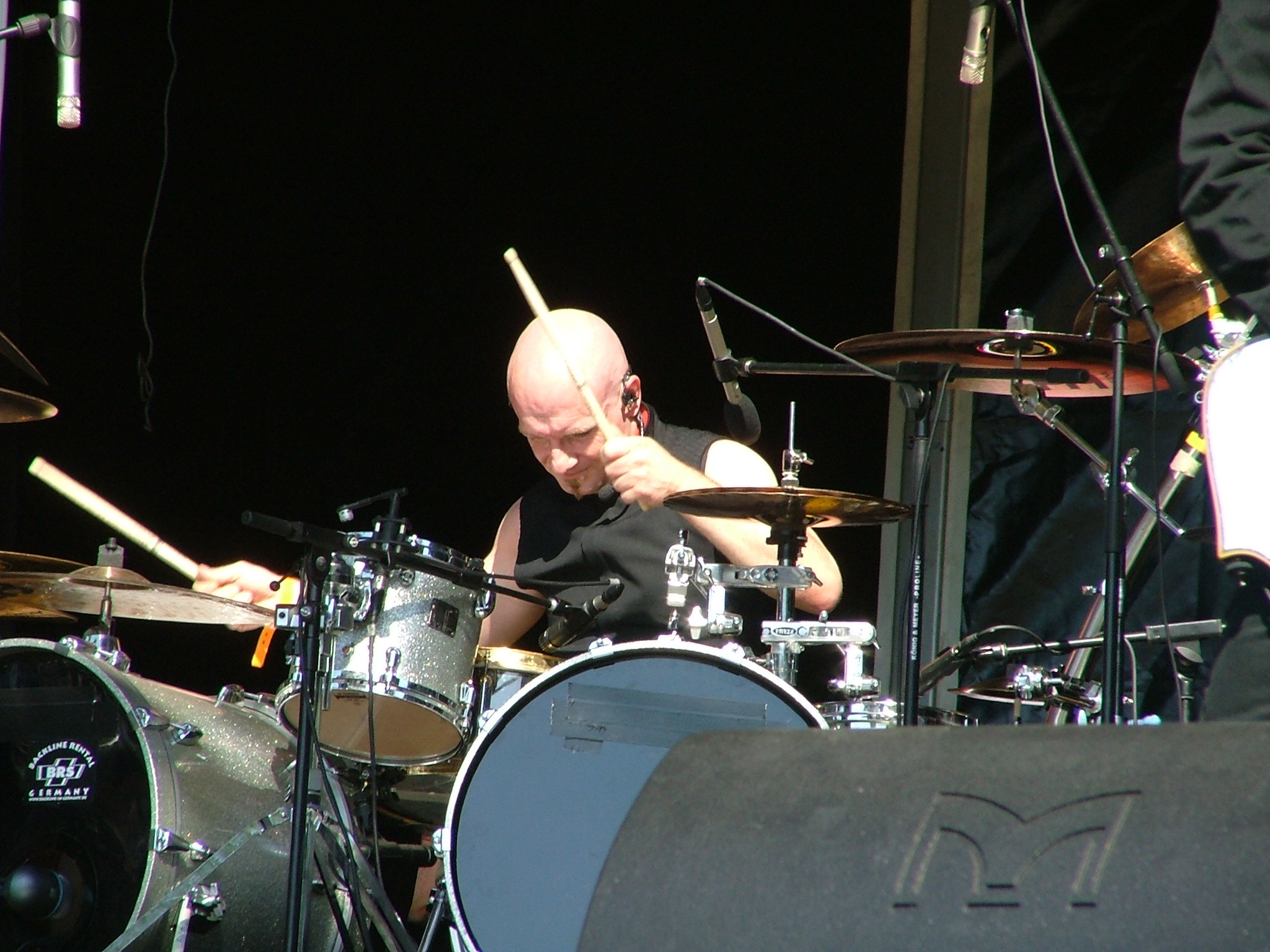
S.C. Kushnerus

## Diskografi
Studioalbum
- Liberatio (2005)
- In Medias Res (2005)
- Bloodangel's Cry (2007)
- My Fatal Kiss (2009)
- All Beauty Must Die (2011)

EP
- Evolution Principle (2006)
- Somebody Save Me (2007)

Singlar
- "Liberatio" (2005)
- "Victoriam Speramus" (2005)
- "Time to Bring the Pain" (2006)
- "Ignition" (2009)
- "For You I'll Bring the Devil Down" (2009)
- "Live To Fight Another Day" (2011)
- "Die BVB-Hymne 2011" (2011)
- "Canon Rock" (2011)

Samlingsalbum
- Krypteria (2003)